# Rocco de Zerbi
Rocco de Zerbi (Reggio Calabria, 11 giugno 1843 – Roma, 20 febbraio 1893) è stato un politico e giornalista italiano.

## Biografia
Dopo aver prestato volontariamente servizio militare nelle campagne risorgimentali del 1860 e del 1866, nel 1868 fondò a Napoli il quotidiano Il Piccolo, di tendenze politiche centriste, che diresse fino al 1888. Tra le più illustri collaborazioni al giornale si segnala quella di Matilde Serao, che nel 1879 dedicava a de Zerbi il volume di racconti Dal Vero con queste parole: «A me, ignota ancora, voi apriste generosamente le colonne del vostro giornale; nella breve e modesta via letteraria che ho percorsa mi foste prodigo d'incoraggiamenti. Permettete che ve ne ringrazi, ancora una volta, offrendovi questo libro».
Schierato nella Destra parlamentare, si distinse per la brillante oratoria e per il gusto della polemica: nota, in particolare, quella con Giosuè Carducci sul poeta latino Tibullo.
Rimase famoso soprattutto per la questione dello Scandalo della Banca Romana, che aveva coinvolto i maggiori esponenti della politica italiana di allora, Giolitti e Crispi. Figurò, insieme ad altri, tra i destinatari di somme in danaro illecite; personalmente, il suo debito con le banche ammontava a mezzo milione di lire dell'epoca (circa 2 milioni di euro odierni).
Il 3 febbraio 1893 la Camera dei deputati diede parere favorevole, con voto unanime, alla richiesta di autorizzazione a procedere che lo stesso de Zerbi aveva sollecitato. Il 20 febbraio, rivendicando sempre la propria innocenza, Rocco de Zerbi morì colpito da infarto.

## Opere
- Aspirazioni, Trapani, Tip. di G. Modica Romano, 1864.
- Vistilia. Scene tiberiane, Napoli, Marghieri Di Giuseppe, 1877.
- Scritti politici di R. de Zerbi, Napoli, Gennaro De Angelis e figlio, 1876.
- Faust. Gli amanti di Faust. Sogni di Cloralio, Napoli, Presso R. Marghieri, 1879.
- Amleto: studio psicologico detto nell'Istituto di Belle Arti a Napoli e con aggiunte e correzioni alla Società Filotecnica di Torino, Torino, F. Casanova, 1880.
- Le banche e l'abolizione del corso forzoso: appunti, Napoli, De Angelis e figlio, 1881.
- L'ebrea: romanzo, quarta ed., Napoli, De Angelis, 1881.
- Difendetevi, Napoli, Gennaro De Angelis, 1882.
- L'avvelenatrice, Napoli, Bideri, 1883.
- Il mio romanzo: confessioni e documenti, Roma, Angelo Sommaruga e C., 1883.
- L'inchiesta sulla colonia eritrea, Roma, Stabilimento tipografico dell'Opinione, 1891.
- L'equilibrio nel Mediterraneo, Roma, Casa editrice italiana, 1892.
- Sogni di cloralio, Napoli, Bideri, 1892 (Biblioteca varia della tavola rotonda, 2).